# 長身裸胸鱔
長身裸胸鱔，又稱長身裸胸鯙、錢鰻、薯鰻、虎鰻，為輻鰭魚綱鰻鱺目鯙亞目鯙科的其中一種，分布於西北太平洋台灣東北部海域，體長可達37公分，為底棲性魚類，生活在沙泥底質海域，屬肉食性，生活習性不明。

## 擴展閱讀
維基物種上的相關：長身裸胸鱔